# Josef Parzl
Josef „Hepp“ Parzl (* 23. April 1937; † 19. Oktober 2010) war ein deutscher Fußballspieler. Der Abwehrspieler war zwischen 1955 und 1968 beim TSV 1861 Straubing, zunächst in der 2. Liga Süd, später im oberen Amateurbereich in Bayern aktiv. Er kam 1959 zu einem Einsatz in der Juniorennationalelf U 23 und wurde von 1965 bis 1967 in neun Länderspielen der Amateurnationalmannschaft eingesetzt. Mit der Bayerischen Auswahl gewann er 1965 den Amateur-Länderpokal. Später war er Trainer beim TSV und anderen Vereinen im Amateurbereich.

## Laufbahn
Bei den Blau-Weißen vom TSV Straubing – 1954 war der Straubinger Otto Ernst in die B-Nationalmannschaft berufen worden – gab der Defensivakteur 17-jährig sein Debüt in der ersten Mannschaft. In der Runde 1958/59 machte er im Unterbau der Fußball-Oberliga Süd, in der II. Division, bei den Ligaspielen gegen die Konkurrenten Stuttgarter Kickers, FC Bayern Hof, FC Freiburg, KSV Hessen Kassel, Jahn Regensburg, 1. FC Pforzheim und Darmstadt 98 durch herausragende Qualitäten auf sich aufmerksam. Kurz nach seinem 22. Geburtstag war er vom 27. April bis 1. Mai 1959 Teilnehmer eines Vorbereitungslehrganges der Fußballnationalmannschaft für das A-Länderspiel am 6. Mai in Glasgow gegen Schottland. Bundestrainer Sepp Herberger hatte neben dem Mann aus Niederbayern noch die Läufer Helmut Benthaus, Herbert Erhardt, Alfred Pyka, Willi Schulz und Horst Szymaniak in die Sportschule Wedau nach Duisburg eingeladen. Für den Straubinger reichte es zwar nicht in den Kader für Glasgow, aber am 20. Mai stand er neben Ferdinand Wenauer und Heinz Lowin in der Läuferreihe der U 23-Elf, die in Krakau ein Länderspiel mit 4:2 Toren gegen Polen gewann. Eine herausragende Vorstellung bot Parzl am 13. November 1960 beim Heimspiel seines TSV in der 2. Liga Süd gegen Tabellenführer BC Augsburg. Beim 2:1-Erfolg schaltete er Nationalstürmer Helmut Haller völlig aus und trug damit wesentlich zum Straubinger Erfolg bei.
Durch seinen Verbleib beim heimischen TSV Straubing – Angebote der Oberligisten VfB Stuttgart und TSV 1860 München hatte er ausgeschlagen – und den Abstieg Straubings 1961 in das bayerische Amateurlager, konnte er sich in den Anfangsjahren der neuen Bundesliga, nicht mehr überregional repräsentieren und verlor deshalb den Kontakt zu den Auswahlmannschaften. Pech für Parzl war insbesondere der Titelgewinn 1962/63, da durch die ab 1963/64 startende Fußball-Bundesliga und deren Unterbau der zweitklassigen Regionalligen, kein Aufstieg möglich war.
Der Mann aus der Bayernliga erlebte aber zwischen 1965 und 1967 nochmals Auswahlberufungen durch den DFB. Der Erfolg von Auswahlkapitän Parzl mit der Auswahl des Bayerischen Fußball-Verbandes unter Verbandstrainer Horst Stürze im Länderpokal des Jahres 1965, 3:2-Sieg gegen Westfalen in Hamm, führte den Straubinger Abwehrspieler am 27. Oktober 1965 erstmals in die Amateurnationalmannschaft des DFB. Er debütierte gemeinsam mit seinem Vereinskollegen Rudolf Netzel (Torhüter) im Länderspiel in Wiesbaden gegen Finnland in der DFB-Amateurelf. Zusammen mit Erhard Ahmann bildete Parzl beim deutschen 6:2-Erfolg das Verteidigerpaar. Der Bamberger Mittelstürmer Dieter Zettelmaier erzielte drei Tore. Gemeinsam mit Ahmann verteidigte Parzl auch beim erstmals ausgespielten Wettbewerb des UEFA Amateur Cup am 29. Juni 1966 in Bamberg gegen die Türkei. In allen vier Spielen gegen die Türkei und Jugoslawien gehörte er im Rahmen der Amateureuropameisterschaft dem DFB-Team an. Als Egon Schmitt, der spätere Rekordnationalspieler der Amateurnationalmannschaft, am 26. Mai 1967 in Konstanz beim Spiel gegen Italien sein Debüt in der Auswahlmannschaft gab, verabschiedete sich Josef Parzl mit seinem neunten Länderspieleinsatz aus ihren Reihen. Mit Dieter Mietz von der SG Wattenscheid 09, stand sein Nachfolger als Verteidiger bereits parat.
1970 beendete Parzl nach seinem zweiten Schien- und Wadenbeinbruch seine aktive Laufbahn. Er trainierte bis Ende der 1980er Jahre neben dem TSV Straubing, mit dem er zwischen 1988 und 1990 in der Bezirksoberliga Zweiter und Vierter wurde, auch den VfB Straubing, TSV Bogen, SC Rain und ASV Cham. Beruflich war Parzl über 40 Jahre bei den Stadtwerken Straubing angestellt und bekleidete bis zuletzt das Traineramt bei der Traditionself „Brüder Straubinger“. Parzl verstarb im Oktober 2010 73-jährig nach kurzer schwerer Krankheit.